# Cantó de Vivièrs

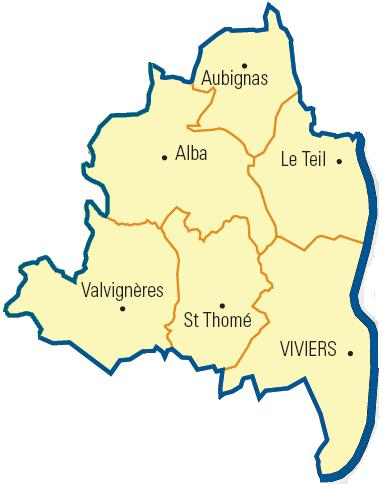
Comunes del cantó

El cantó de Vivièrs és un cantó francès del departament de l'Ardecha, situat al districte de Privàs. Té sis municipis i el cap és Vivièrs.

## Municipis
- Alban
- Aubignas
- Saint-Thomé
- Lo Telh
- Valvignères
- Vivièrs

## Història
| Data d'elecció                           | Identitat         | Partit                      | Qualitat |
| ---------------------------------------- | ----------------- | --------------------------- | -------- |
| 1949-1976                                | Paul Avon         | SFIO, després Divers gauche |          |
| 1976-1985                                | Christian Lavis   | PS                          |          |
| 1985-1992                                | Jacques Allignol  | RPR                         |          |
| 1992-1998                                | Christian Lavis   | Divers gauche, després UDF  |          |
| 1998-2004                                | Robert Chapuis    | PS                          |          |
| 2004-                                    | Olivier Pévérelli | PS                          |          |
| les dades anteriors no són pas conegudes |                   |                             |          |
|                                          |                   |                             |          |

| 1962   | 1968   | 1975   | 1982   | 1990   | 1999   | 2007   |
| ------ | ------ | ------ | ------ | ------ | ------ | ------ |
| 13.133 | 13.638 | 12.988 | 13.016 | 13.105 | 13.619 | 14.358 |